# クリスチャン・メンドーサ
クリスチャン・エンリケ・メンドーサ（Cristian Enrique Mendoza、1982年5月1日 - ）は、コロンビアのボリーバル県カルタヘナ出身のプロ野球選手（投手）。

## 経歴

### プロ入りとヤンキース傘下時代
ニューヨーク・ヤンキースとマイナー契約を結びプロ入りを果たした。
2001年は、傘下ルーキーリーグのガルフ・コーストリーグ・ヤンキースで開幕を迎えた。この年は、3試合に登板した。
2002年も、前年同様に傘下ルーキーリーグのガルフ・コーストリーグ・ヤンキースで開幕を迎えた。ここでは、13試合に登板し、1勝0敗4セーブ、防御率2.29、19奪三振を記録した。その後、傘下アドバンスAのタンパ・ヤンキースへ昇格した。ここでは、1試合に先発登板した。
2003年は、傘下Aのバトル・クリーク・ヤンキースで開幕を迎えた。ここでは、32試合に登板し、4勝0敗2セーブ、防御率3.80、28奪三振を記録した。その後、傘下アドバンスAへ昇格した。ここでは、10試合(1試合で先発)登板し、0勝1敗、防御率2.82、14奪三振を記録した。

### キャピタルズ時代
2005年は、独立リーグであるカナディアン・アメリカン・リーグのケベック・キャピタルズと契約を結んだ。この年は、37試合に登板し、1勝1敗21セーブ、防御率2.98、49奪三振を記録した。
2006年は、32試合に登板し、3勝1敗16セーブ、防御率2.12、40奪三振を記録した。
2007年は、27試合に登板し、1勝3敗7セーブ、防御率1.55、31奪三振を記録した。同年限りで、退団した。

### ゴールドアイズ時代
2008年は、独立リーグであるノーザンリーグのウィニペグ・ゴールドアイズと契約を結んだ。この年は、29試合に登板し、2勝4敗11セーブ、27奪三振を記録した。同年限りで、退団した。

### スコーピオンズ時代
2009年は、独立リーグであるノース・アメリカン・リーグのユマ・スコーピオンズと契約を結んだ。このチームには、同じコロンビア出身のエミリアーノ・フルートや、後の第3回WBC予選のコロンビア代表に選出され一緒にプレーするロナルド・ラミレス、イェシド・サラザール、イスマエル・カストロ、レイナルド・ロドリゲス、ディオベル・アビラらコロンビア人選手が多く所属していた。
ここでは、31試合に登板し、3勝4敗1セーブ、防御率5.45、34奪三振を記録した。同年限りで、退団した。

### スコーピオンズ退団後
スコーピオンズ退団後は、母国コロンビアのリーガ・コロンビアーナ・デ・ベイスボル・プロフェシオナルのレオネス・デ・モンテリアなどでプレーした。
2012年11月には、第3回WBC予選のコロンビア代表に選出された。